# نهائي ألعاب القوى العالمي 2008
أقيم نهائي ألعاب القوى العالمي السادس الذي يجريه الاتحاد الدولي لألعاب القوى في أستاد مرسيدس بنز أرينا في شتوتغارت في ألمانيا في الثالث عشر والرابع عشر من سبتمبر للعام 2008.
جرت سباقات طرق في اليوم الثاني لنهائي ألعاب القوى، حيث تم تحديد 7 نقاط انطلاق حول شتوتغارت تتفاوت في بعدها عن مرسيدس بنز أرينا, وقد تراوح طول المسار من 21 إلى 30 كم حسب نقطة الانطلاق.

## النتائج

### رجال
| Event          | الذهبية                                      | الذهبية  | الفضية                               | الفضية   | البرونزية                            | البرونزية |
| -------------- | -------------------------------------------- | -------- | ------------------------------------ | -------- | ------------------------------------ | --------- |
| 100 متر        | أسافا باول · جامايكا                         | 9.87     | نيستا كارتر · جامايكا                | 10.07    | مايكل فراتر · جامايكا                | 10.10     |
| 200 متر        | Stéphane Buckland · موريشيوس                 | 20.57    | Paul Hession · جمهورية أيرلندا       | 20.58    | Brendan Christian · أنتيغوا وباربودا | 20.61     |
| 400 متر        | لاشون ميريت · الولايات المتحدة               | 44.50    | جيريمي وارينر · الولايات المتحدة     | 44.51    | كريس براون (رياضي) · جزر البهاما     | 45.36     |
| 800 متر        | Alfred Kirwa Yego · كينيا                    | 1:49.05  | Abraham Chepkirwok · أوغندا          | 1:49.22  | يوسف سعد كامل · البحرين              | 1:49.40   |
| 1500 متر       | Haron Keitany · كينيا                        | 3:37.92  | أسبيل كيبروب · كينيا                 | 3:37.93  | نيك ويليس · نيوزيلندا                | 3:38.22   |
| 3000 متر       | برنارد لاجات · الولايات المتحدة              | 8:02.97  | إدوين سوي · كينيا                    | 8:03.55  | Matthew Tegenkamp · الولايات المتحدة | 8:03.56   |
| 5000 متر       | إدوين سوي · كينيا                            | 13:22.81 | موسيس نديما كيبسيرو · أوغندا         | 13:23.02 | Micah Kogo · كينيا                   | 13:23.37  |
| 3000 متر موانع | بول كيبسيلي كويتش · كينيا                    | 8:05.35  | إزكيل كيمبوي · كينيا                 | 8:15.32  | Richard Kipkemboi Mateelong · كينيا  | 8:16.05   |
| 110 متر حواجز  | ديفيد اوليفر (قافز حواجز) · الولايات المتحدة | 13.22    | بيتر سفوبودا · جمهورية التشيك        | 13.33    | ريان ويلسون · الولايات المتحدة       | 13.54     |
| 400 متر حواجز  | كيرون كليمنت · الولايات المتحدة              | 48.96    | داني ماكفرلين · جامايكا              | 49.00    | عيسى فيليبس · جامايكا                | 49.22     |
| قفز عالي       | Andrey Silnov · روسيا                        | 2.35 CR  | ستيفان هولم · السويد                 | 2.33     | جيسي وليامز · الولايات المتحدة       | 2.29      |
| قفز بالزانة    | ديريك مايلز · الولايات المتحدة               | 5.80     | براد ووكر (رياضي) · الولايات المتحدة | 5.70     | Maksym Mazuryk · أوكرانيا            | 5.60      |
| قفز طويل       | Fabrice Lapierre · أستراليا                  | 8.14     | حسين السبع · السعودية                | 8.13     | محمد الخويلدي · السعودية             | 8.04      |
| قفز ثلاثي      | نيلسون إيفورا · البرتغال                     | 17.24    | جادل جريجوريو · البرازيل             | 17.09    | راندي لويس · غرينادا                 | 17.01     |
| دفع الجلة      | Tomasz Majewski · بولندا                     | 20.88    | كريستيان كانتويل · الولايات المتحدة  | 20.73    | Daniel Taylor · الولايات المتحدة     | 20.38     |
| رمي القرص      | جيرد كانتر · إستونيا                         | 68.38    | بيوتر ماتشوفسكي · بولندا             | 66.07    | روبرت هارتنغ · ألمانيا               | 65.76     |
| رمي المطرقة    | Primož Kozmus · سلوفينيا                     | 79.99    | كريسزتيان بارس · المجر               | 79.37    | كوجي موروفوشي · اليابان              | 78.99     |
| رمي الرمح      | Vadims Vasilevskis · لاتفيا                  | 86.65    | أندرياس ثوركيلدسين · النرويج         | 83.77    | تيرو بتكاماكي · فنلندا               | 81.64     |

### سيدات
| Event          | الذهبية                               | الذهبية    | الفضية                              | الفضية   | البرونزية                                  | البرونزية |
| -------------- | ------------------------------------- | ---------- | ----------------------------------- | -------- | ------------------------------------------ | --------- |
| 100 متر        | شيلي آن فريزر · جامايكا               | 10.94      | كيرون ستيوارت · جامايكا             | 11.06    | Marshevet Hooker · الولايات المتحدة        | 11.06     |
| 200 متر        | سانيا ريتشاردز روس · الولايات المتحدة | 22.50      | Marshevet Hooker · الولايات المتحدة | 22.69    | كيرون ستيوارت · جامايكا                    | 22.72     |
| 400 متر        | سانيا ريتشاردز روس · الولايات المتحدة | 50.41      | كريستين أوهوروجو · بريطانيا العظمى  | 50.83    | نوفلين وليامس ميلس · جامايكا               | 51.30     |
| 800 متر        | باميلا جيليمو · كينيا                 | 1:56.23 CR | Janeth Jepkosgei · كينيا            | 1:58.41  | مارلين أوكورو · بريطانيا العظمى            | 1:58.64   |
| 1500 متر       | مريم جمال · البحرين                   | 4:06.59    | جيليت بوركا · إثيوبيا               | 4:07.45  | Iryna Lishchynska · أوكرانيا               | 4:07.65   |
| 3000 متر       | ميسيريت ديفار · إثيوبيا               | 8:43.60    | فيفيان شيريوت · كينيا               | 8:44.64  | Jane Kiptoo · كينيا                        | 8.47.65   |
| 5000 متر       | ميسيريت ديفار · إثيوبيا               | 14:53.82   | فيفيان شيريوت · كينيا               | 14:54.60 | Meselech Melkamu · إثيوبيا                 | 14:58.76  |
| 3000 متر موانع | Gulnara Galkina · روسيا               | 9:21.73 CR | يونس جيبكورير · كينيا               | 9:24.03  | Ruth Bisibori Nyangau · كينيا              | 9:24.38   |
| 100 متر حواجز  | Josephine Onyia · إسبانيا             | 12.54 *    | لولو جونز · الولايات المتحدة        | 12.56    | Delloreen Ennis-London · جامايكا           | 12.56     |
| 400 متر حواجز  | ميلايني ووكر · جامايكا                | 54.06      | Anastasiya Rabchenyuk · أوكرانيا    | 54.92    | تيفاني وليامز · الولايات المتحدة           | 55.16     |
| قفز عالي       | بلانكا فلاسيتش · كرواتيا              | 2.01 CR    | آنا شيشيروفا · روسيا                | 1.99     | تيا هيلبوت · بلجيكا                        | 1.97      |
| قفز بالزانة    | سيلك سبيغلبيرغ · ألمانيا              | 4.70       | Svetlana Feofanova · روسيا          | 4.70     | Monika Pyrek · بولندا                      | 4.70      |
| قفز طويل       | Naide Gomes · البرتغال                | 6.71       | Ksenija Balta · إستونيا             | 6.65     | تاتيانا ليبيديفا · روسيا                   | 6.64      |
| قفز ثلاثي      | Anna Pyatykh · روسيا                  | 14.78      | تاتيانا ليبيديفا · روسيا            | 14.63    | Marija Šestak · سلوفينيا                   | 14.63     |
| دفع الجلة      | فاليري أدامس · نيوزيلندا              | 19.69      | Nadine Kleinert · ألمانيا           | 19.42    | Misleydis González · كوبا                  | 18.55     |
| رمي القرص      | ياريليس باريوس · كوبا                 | 64.88      | Nicoleta Grasu · رومانيا            | 62.48    | Stephanie Brown-Trafton · الولايات المتحدة | 62.23     |
| رمي المطرقة    | Yipsi Moreno · كوبا                   | 74.09      | Martina Hrasnová · سلوفاكيا         | 71.40    | أنيتا ولدريزتش · بولندا                    | 70.97     |
| رمي الرمح      | Barbora Špotáková · جمهورية التشيك    | 72.28 WR   | Christina Obergföll · ألمانيا       | 63.28    | Steffi Nerius · ألمانيا                    | 62.78     |

- * = Onyia had tested positive for stimulant ميثيل هكسانامين at the 2008 Athletissima meeting and also tested positive for كلينبوتيرول at the 2008 World Athletics Final, meaning her results were annulled.[1]

## وصلات خارجية
- الموقع الرسمي لنهائي ألعاب القوى العالمي 2008

## أُنظر أيضاً
- نهائي ألعاب القوى العالمي 2006